# 鈴村あいり
鈴村 あいり（すずむら あいり、1993年9月24日 - ）は、日本のAV女優。ロータスグループ、ジールグループを経て2017年12月よりNAXプロモーション所属。

## 略歴
神奈川県出身。2013年2月、アダルトビデオメーカー・プレステージの専属女優としてAVデビュー。
デビュー年はDMM.18の「月間AV女優ランキング」で20位、「1円動画（ビデオ）ランキング」で1位、「ビデオ動画 週間 作品ランキング ベスト100」で1位、「ビデオ動画 月間 作品ランキング ベスト100」で1位、「月額DVDレンタル 月間 AV女優ランキング ベスト100」で2位、「ビデオ動画 月間 AV女優ランキング ベスト100」で1位にランクイン。
2014年4月24日に開催されたDMMアダルトアワードの授賞式で出演作である『絶対的美少女、お貸しします。 ACT.32』が配信部門の最優秀作品賞を受賞した。なお、2015年以降、同アワード最優秀女優賞選考基準をクリアしているが、本人の希望によりノミネート対象外となっている。
2015年現在出演DVD累計売上枚数50万枚、DVD売上金額約5億円。いずれもプレステージ出演女優歴代1位。
2020年12月、「FLASH 2020年現役最強セクシー女優BEST100」読者投票・第5位選出。
2021年8月発表「読者300人が選んだFLASH 2021セクシー女優ランキング」読者投票6位。
2023年9月25日週FANZA通販フロアランキングで『素人くんと丸1日2人きり。徹底的に尽くしまくって賢者タイム禁止の8発射精。限界まで搾り取る鈴村あいり。』が初登場3位を記録。
同年12月11日週FANZA通販フロアランキングにて、『子宮で欲しがる鈴村あいりの中出し懇願 4シチューエーション』が初登場3位ランクイン。
2024年2月12日週FANZA通販フロアランキングにて、『絶対忠実秘書 鈴村あいり』が初登場6位にランクイン。同作は3月4日週FANZA通販レンタルランキングでも10位にランクインした。3月18日週でも再び10位に上昇。
同年5月20日週FANZA通販フロアランキングにて、『ULTRA HOT SEX 鈴村あいり発蒸中。興奮は液体を超えてイく。～体の芯まで熱し合うHOTコア・ガズムの全て～ 01』が初登場10位となる。
同年12月2日週FANZA通販フロアランキングにて、『「私、セックスが本当に好きなんです…。」 case.02 鈴村あいり』が初登場10位ランクイン。
2025年2月17日週FANZA通販フロアランキングにて6枚組ベスト盤『鈴村あいり 24時間 FULL COMPLETE BOX 【完全限定生産】 SEASON 02』が初登場5位。
FANZA通販フロア2025年2月度ランキング第8位。
同年4月7日週FANZA通販フロアランキングにて6枚組ベスト盤第3弾『24時間 FULL COMPLETE BOX【完全限定生産】SEASON 03』が初登場3位ランクイン。同年4月度FANZA通販フロア女優ランキング4位。
同年7月28日週FANZA通販フロアランキングにて、『甘とろ密着エステ 最後の一滴まで搾り取られる極上デトックス 発射無制限』が8位ランクイン。

## 人物
- 趣味はお菓子作り[1]。謝り癖があり[27]、「黒ひげ危機一発」が弱い[28][29]。
- ひっそりとやっていきたいという理由からテレビ、雑誌等のメディア露出は基本的に行わない[30][31]。

## 出演作品

### アダルトビデオ -DVD-
※メーカー表記のない作品は全てプレステージから発売。

#### 2013年
- エスカレートするドしろーと娘 218（2月1日）[32]
- 一泊二日、美少女完全予約制。 37（3月1日）[32]
- 絶対的美少女、お貸しします。 ACT.32（4月2日）[32]
- 出張、全裸家政婦（5月1日）[32]
- 隣の綺麗なお姉さん（6月11日）[32]
- （素）シロウトTV PREMIUM 11（6月21日）
- 鈴村あいりがご奉仕しちゃう 超最新やみつきエステ（7月11日）[32]
- プレステージ夏祭り2013 日焼け美少女。（8月9日）[32]
- MOTTO ENJOY HI-SCHOOL 03（9月3日）[32]
- 鈴村あいり、満足度満点ソープ DX（10月1日）
- 天然成分由来 鈴村あいり汁120%（11月1日）
- プレステージ専属女優 in 風俗アイランド!!（12月3日）
- 濃密な接吻と欲情ベロキス性交 02（12月11日）
- 鈴村あいりの、いっぱいコスって萌えてイこう!（12月20日）

#### 2014年
- すっぴん。 鈴村あいりの顔もココロもすっぴんにします。（1月10日）
- 鈴村あいりの初めての相手、私でいいんですか?（2月1日）
- おもてなし庵 純情小町 鈴村あいり（3月1日）
- 働くオンナ 3 SP.04 鈴村あいりSPECIAL（4月1日）
- 青春スクールメモリーズ 第7期（5月1日）
- 彼女のお姉さんは、誘惑ヤリたがり娘。（6月3日）
- 俺達の痴漢専用ペット（7月1日）
- プレステージ夏祭 2014 ぐしょ濡れアイランド 激イキコスプレ4SEX!!（8月1日）
- 人生初・トランス状態 激イキ絶頂セックス（9月2日）
- 鈴村あいりドッキリSP 専属女優・鈴村あいりを即ハメドッキリでイカせちゃいます!!（10月1日）
- 女子マネージャーは、僕達の性処理ペット。 001（11月1日）
- プレステージ専属女優 in おもてなしツーリスト!!（12月2日）
- 最高のセックス。（12月11日）

#### 2015年
- 風俗タワー 性感フルコース 3時間SPECIAL（1月1日）
- 絶頂ランジェリーナ 1（2月3日）
- 鈴村あいりのエスカレートし過ぎる無茶ぶり逆ナンパ（3月3日）
- ボクを好き過ぎるボクだけの鈴村あいり（4月1日）[33]
- ほろ酔い濃密SEX（5月2日）[34]
- 変態ペット付き不動産 鈴村あいり付き賃貸物件 物件File.01（6月1日）
- スポコス汗だくSEX4本番! 体育会系・鈴村あいり（7月1日）
- プレステージ夏祭 2015 プレステージ夏祭り×お貸しします。南国Special（8月1日）
- 鈴村あいりとしたい10のこと 夢のオナサポ4時間SP（9月2日）
- ポルノスター（10月10日）
- 俺だけの尻コス娘（11月2日）
- 僕のセフレは同じ高校に通う姉（12月1日）
- ミッドナイトクルーズ（12月10日）

#### 2016年
- エンドレスセックス（1月1日）
- NEW WATER POLE（2月1日）
- 鈴村あいりの極上筆おろし（3月2日）
- 僕とあいりの甘過ぎる社内恋愛SEXライフ（4月1日）
- 鈴村あいり なまなかだし（5月1日）
- 濃厚密写 接写エロティシズム3本番（6月1日）
- MGS秘蔵エロ映像×PRESTIGE 蔵出しTV PREMIUM 01（7月1日）
- 全裸コスプレ 03（7月1日）
- 1VS1【※演技一切無し】本能剥き出しタイマン4本番 ACT.03（8月19日）
- ヲタサーの姫。02（9月9日）
- 風紀委員長のお仕事。001（10月14日）
- 鈴村あいり【鈴村あいり ナンパ待ちドキュメント 4】（11月11日）[35]
- ボクを好き過ぎるボクだけの従順ペット 2 鈴村あいり（12月2日）

#### 2017年
- 絶対的鉄板シチュエーション 1 鈴村あいり（1月13日）
- ストロングポイント・セックス 専属女優のエロぉ〜い長所を徹底解剖＆徹底紹介します!! File.02 鈴村あいり（2月10日）
- 世界が終わる日、鈴村あいりと… 2（3月10日）
- 焦らし寸止め絶頂セックス ACT.01 鈴村あいり（4月14日）
- 鈴村あいりが淫語でいっぱい愛してあげる。 3（5月12日）
- 鈴村あいりを、飼いならす。 2（6月9日）
- 絶対的美少女、お貸しします。 全国縦断Special 鈴村あいり（7月14日）[36]
- 裏・鈴村あいり-鈴村あいりのオトナの激情SEX4本番（8月11日）[37]
- 鈴村あいりがあなたを飼いならす。 ACT.01（9月8日）
- ラッキースケベ 1 空想できる全てのエロい事は現実に起こりうる!!（10月13日）
- 同棲してるボクの彼女は多重人格!? VOL.03 主観映像満載で5人格のあいりと日替わりバーチャルSEX三昧（11月10日）

#### 2018年
- 美少女と、貸し切り温泉と、濃密性交と。05 夢中で貪り合う、秘密の一泊二日。（3月9日）
- 絶対的鉄板シチュエーション 8（4月13日）
- 超高級裏スパ癒らしぃサロン 07 癒らし淫語×極上エスコートSEX（5月11日）
- 究極性交 ACT.02 5人の監督による究極の5本番（6月22日）
- ひたすら生でハメまくる、終らない中出し性交。（7月13日）
- 絶対的桃尻インパクト 尻アルNo.001 鈴村あいりの、尻。（8月10日）
- 【NTR注意】「気が狂いそうな」寝取られフル勃起4シチュエーション（9月14日）
- 接吻狂い ACT.04 ぐちょぐちょ唾液まみれ3本番（10月12日）
- 人妻 鈴村あいり どエロい人妻妄想性活4シチュエーション WIFE 03（11月9日）
- 絶対的鉄板シチュエーション 16 完全主観!!! 鈴村あいりが贈るとてもHな4シチュエーション（12月14日）
- 2人だけでとろけ合う 激情絶頂スロ〜セックス ACT.01（12月28日）

#### 2019年
- スプラッシュあいり（2月8日）
- 神イカせ 完全ガチ拘束強制アクメ 09（3月8日）
- 鈴村あいりの極上筆おろし 26 キス125発濃厚サポート童貞暴発! 235分（4月12日）
- まさかの新性活!? 隣のえっちな鈴村あいり 憧れのAV女優と過ごすイチャラブ妄想エロシチュエーション!!（5月10日）
- 超! 透け透けスケベ学園 CLASS 02（6月14日）
- 顔射の美学 08 絶対的美少女の顔面に溜まりに溜まった‘白濁男汁’をぶちまけろ!!（7月12日）
- チート級にエロ可愛い鈴村あいりが全力で誘惑してくる夢の5シチュエーション 鈴村あいりがオンナの武器フル活用であなたを誘惑!!（8月9日）
- 密着ドキュメント FILE.01 約1ヵ月に及ぶ、完全密着ノンフィクション!!（8月30）
- 本番オーケー!? 噂の裏ピンサロ 12 AV界随一の激イキBODYを味わい尽くせ!（9月13日）
- 天然成分由来 鈴村あいり汁 120％ 2nd. 62 「汗だく激イキ女王」が人気企画に凱旋!（10月11日）
- 僕とあいりの異世界性活 ACT.03 追撃! 連続種付け中出しSEX（11月15日）
- ヤリ過ぎ中出し温泉 File.01 膣中に出しまくる一泊二日、淫行旅行。（12月6日）

#### 2020年
- “中出し” やりたい放題 3  欲情むきだし中出し4連発（1月3日）
- 変態サムライ×鈴村あいり 接写エロス 4時間 其の壱 卑猥な接写にて、鈴村あいりのエロスを全て解剖す（2月14日）
- 性欲、解放区。お互い性欲が尽き果てるまで【たかめ合う】濃密性交 02 性欲の限界18本番18発射（3月13日）
- 中出し 射精執行官 06 ドS執行官が爆速騎乗位で、不純精子を搾り取る!!（7月10日）
- 笑顔120％!! 鈴村あいりと過ごすイチャラブDays（8月7日）
- 声が出せない状況で…こっそり いちゃラブ「密着」SEX vol.02（10月2日）
- 綺麗なお姉さんの完全エスコートSEX 年下素人くんを性の悩みから解放するドキュメント 鈴村あいり（11月6日）
- エロかわ方言シチュエーション vol.02 関西弁 博多弁 東北弁 京言葉（12月4日）

#### 2021年
- アオハル 制服美少女と完全主観で過ごす性春3SEX。 ＃01 エッチで甘酸っぱい青春グラフィティ4編を全てあなた視点で体験する175分（1月1日）
- 働く痴女系お姉さん vol.13 働く鈴村あいりの5シチュエーション（2月5日）
- からかい上手の鈴村さん。（3月5日）
- ※胸糞NTR 最悪の鬱勃起映像 幸せを約束した大好きな彼女がおっさんに寝取られて、壊されました。（4月2日）[38]
- 圧倒的ケツ圧ピストン!! 神尻杭打ち騎乗位 02 女性上位!! あらゆる騎乗位全部ヤる。 鈴村あいり（5月7日）
- シン・オーガズム 昨今の生温いAVに飽きた貴方に贈る真の絶頂特化AV 鈴村あいり（6月11日）
- スズムラ無双 ノンストップ10P乱交&究極の1対1SEX 鈴村あいり（7月23日）
- 「なまめかしい」オイルまみれ3本番（8月13日）
- 2人きりで濃密に紡ぐ、オトナの中出し小旅行。 Trip03（9月10日）
- 120%肯定カノジョ VOL.02 絶倫で早漏な僕と、優しすぎるあいりのえちえち同棲性活 鈴村あいり（10月22日）[39]

#### 2022年
- 逆NTR 男を狂わせる後輩に何度も迫られ続ける究極の社内不倫。（7月22日）
- 学校で1番可愛い担任教師に射精管理されています。教え子を呼び出し毎日弄ぶ変態教師【禁断の関係】 鈴村あいり（8月26日）
- 風俗タワー PREMIUM ACT.01 濃厚中出しSEX 鈴村あいり（9月23日）
- 何もない田舎で幼馴染と、汗だく濃厚SEXするだけの毎日。 case.02 鈴村あいり（10月28日）
- ねっちょりセックスに溺れる文系女子。粘着性高湿度サイレントセックス（11月25日）
- リミットブレイクSEX 絶対的美少女の殻をブチ破るドM覚醒3性交VOL.3（12月23日）

#### 2023年
- 胸糞インモラルNTR 最愛の妻を寝取られ崩壊する幸せな日常。（1月27日）
- まだ絶対イケるよ！ vol．03 新感覚！連続発射応援特化AV（2月24日）
- 実践的シチュエーション!! ためになるAV 保健室の先生が身体を使って性指導！絶対セイキョウイク (3月24日)
- 恍惚のイキ顔 我を忘れるほど快感に●いしれる3本番 鈴村あいり (4月28日)
- 帰省した童貞の僕を痴女ってくる 小悪魔いとこ いじわる隠語で完全主観4射精 (5月26日)
- 最愛の妻が完堕ちするまでぶっ壊された ずぶ濡れ性交 (7月14日)
- 完全主観×鬼イカせ イッても止めない激FUCK！！！追撃5.000ピストン (8月11日)
- 唇が溶けるほどのベロキス性交（9月8日）
- 素人くんと丸1日2人きり。徹底的に尽くしまくって賢者タイム禁止の8発射精。限界まで搾り取る（10月27日）
- 密室 密着空間で体温と吐息が溶け合うゼロ距離SEX（11月10日）
- 川崎の工場で働く理系女子と、夢を挫折したダメニートが出会って滅茶苦茶ヤリまくって…リケジョとワンルーム同棲生活。（12月8日）

#### 2024年
- 子宮で欲しがる鈴村あいりの中出し懇願 4シチュエーション（1月12日）
- どちゃくそエロい最高級ギャルと中出ししまくった、あの夜。 08（2月9日）
- 絶対忠実秘書（3月8日）
- 全裸と日常 vol.02（4月12日）
- 隣に引っ越してきた、綺麗な新婚妻と…（5月17日）
- ULTRA HOT SEX 鈴村あいり発蒸中。興奮は液体を超えてイく。～体の芯まで熱し合うHOTコア・ガズムの全て～ 01（6月21日）
- 鈴村あいりと朝まで過ごせる 超高級デートクラブ（7月19日）
- 女子アスリート 灼熱・発汗3SEX Act.01（8月16日）
- 今日も清楚ぶって看護師してます。（10月18日）

#### 2025年
- 「私、セックスが本当に好きなんです…。」 case.02 鈴村あいり（1月3日）
- パワハラされるほど発情が止まらなくなるムラムラ派遣OL 仕事はできないのに性欲は底なし絶倫（2月7日）
- 崖っぷち銭湯を桃尻で立て直す看板娘（3月21日）
- 憧れの女上司と 突然のゲリラ豪雨で帰宅困難になって まさかの相部屋に…（4月18日）
- クレーム謝罪ハラスメント（5月16日）
- 朝勃ちチ○ポで起き抜けからハメまくる土曜日。（6月6日）

### アダルトビデオ -配信-
- 素人AV体験撮影493（2013年2月2日、シロウトTV）
- 初めての、本格レズ体験。（2015年2月20日、プレステージ）
- 【蔵出し】鈴村あいり、本格デビュー前のAV体験撮影（2016年4月29日、シロウトTV）
- ※胸熱注意【鈴村あいり キツネコス】すずぎつね！？とイチャラブ同棲生活！！！（2018年3月3日、プレステージプレミアム）
- ＜観れば必ず＞連続射精できる! セックスのプロが実践まじえて講義 絶倫セックス 偏差値78のAV男優「森林原人」による連続射精テクニック（2022年8月1日、セイキョウイク）
- ＜観れば必ず＞短小でもイカせられる! セックスのプロが実践まじえて講義 膣奥セックス 「吉村卓」による短小でもイカせられるテクニック（2022年8月10日、セイキョウイク）

### アダルトビデオ -VR-

#### 2017年
- 「あいりと一緒にお風呂はいろ!」 抜ける! イメージV詰め合わせ（4月1日）
- 「あいりのお口気持ちイイ?」 いちゃいちゃ濃厚フェラ!（4月1日）
- 「あいりとたくさんエッチしよ!」 ラブラブ濃密SEX!（4月1日）
- 僕を好き過ぎる鈴村あいりとイチャらぶSEX三昧な同棲性活!!（10月6日）
- エロカワ過ぎる鈴村あいりとヌルヌルSEX三昧な超高級ソープ!!（11月2日）

#### 2018年
- 「あいりが頑張って尽くします!」 お誕生日のお祝いにご奉仕セックス!!（3月23日）
- 「あいりが一杯イジめてあげる!」 淫語満載で責める小悪魔セックス!!（5月11日）

### アダルトビデオ -総集編・オムニバス-

#### 2014年
- 鈴村あいり 8時間 BEST PRESTIGE PREMIUM TREASURE VOL.01（7月11日）

#### 2015年
- 鈴村あいり 8時間 BEST PRESTIGE PREMIUM TREASURE 02（7月10日）
- 鈴村あいり SUPER BEST 8時間（10月22日、GALLOP）

#### 2016年
- 鈴村あいり 8時間 BEST PRESTIGE PREMIUM TREASURE VOL.03（7月15日）

#### 2017年
- 鈴村あいり 8時間 BEST PRESTIGE PREMIUM TREASURE VOL.04（1月6日）
- 鈴村あいりSUPER BEST8時間 2（6月16日、GALLOP）
- 鈴村あいり 8時間 BEST PRESTIGE PREMIUM TREASURE VOL.05（7月7日）

#### 2018年
- 鈴村あいり 8時間 BEST PRESTIGE PREMIUM TREASURE vol.06 全6作品＋未公開映像で「鈴村あいり」の軌跡をたどる永久保存盤！！（1月5日）
- 鈴村あいりSUPER BEST8時間 3（5月25日、GALLOP）
- 鈴村あいり 8時間 BEST PRESTIGE PREMIUM TREASURE vol.07 天がニ物を与えた美貌とエロス！！480分おすず！7作品＋未公開映像（7月6日）

#### 2019年
- 鈴村あいり 8時間 BEST PRESTIGE PREMIUM TREASURE vol.08 鈴村あいりのあらゆるエロが詰まった8時間！！（1月4日）
- 鈴村あいり SUPER BEST 8時間 4（4月19日、GALLOP）
- 鈴村あいり 8時間 BEST PRESTIGE PREMIUM TREASURE vol.09（7月5日）

#### 2020年
- 鈴村あいり 8時間 BEST PRESTIGE PREMIUM TREASURE vol.10 全8作品で「鈴村あいり」の軌跡をたどる永久保存盤！！（2月21日）
- 本人が厳選 鈴村あいり スペシャルセレクション SUPER BEST 鈴村本人が選んだ、本当に気持ち良かったセックス12本番（8月14日）

#### 2021年
- 鈴村あいり 8時間 BEST PRESTIGE PREMIUM TREASURE vol.11 全6作品＋未公開映像で「鈴村あいり」の軌跡をたどる永久保存盤！！（1月15日）
- 鈴村あいり 8時間 BEST PRESTIGE PREMIUM TREASURE vol.12 大好評タイトルからヌキ所を厳選！ココだけの未公開映像も（9月24日）
- 鈴村あいり 8時間 BEST PRESTIGE PREMIUM TREASURE vol.13 全6作品＋未公開映像で「鈴村あいり」の軌跡をたどる永久保存盤！！（12月10日）

#### 2022年
- 鈴村 あいり 8時間 BEST PRESTIGE PREMIUM TREASURE vol.14 全6作品＋未公開映像で「鈴村あいり」の軌跡をたどる永久保存盤！！（5月6日）

#### 2023年
- 鈴村あいり 8時間 BEST PRESTIGE PREMIUM TREASURE vol.15 大好評タイトルからヌキ所を厳選！＋ココだけの未公開映像も（2月3日）
- 鈴村あいり 8時間 BEST PRESTIGE PREMIUM EXCLUSIVE vol.16（8月25日）

#### 2024年
- 鈴村 あいり 8時間 BEST PRESTIGE PREMIUM EXCLUSIVE vol.17（2月23日）
- 鈴村 あいり 8時間 BEST PRESTIGE PREMIUM EXCLUSIVE vol.18（9月6日）
- 鈴村あいり 汁まみれSEXセレクション 8時間BEST（12月6日）

#### 2025年
- 鈴村あいり 24時間 FULL COMPLETE BOX 【完全限定生産】 SEASON 01（1月17日）
- 鈴村あいり 24時間 FULL COMPLETE BOX 【完全限定生産】 SEASON 02（3月21日）
- 鈴村あいり 24時間 FULL COMPLETE BOX 【完全限定生産】 SEASON 03（5月16日）

### イメージビデオ
- Airi 白い鈴の奏でる音色（2013年6月13日、REbecca）[40]
- エロキュート（2014年9月29日、JUICY HONEY）
- Airi2 永遠に輝く白い鈴（2014年12月11日、REbecca）
- à nu（2016年5月1日、デジプラン）
- 鈴村あいりが好きすぎて鈴村あいりが彼女になってた（2017年5月25日、GRAPHIS）
- Airi3 薄紅に染まる白鈴（2018年1月18日、REbecca）
- 僕のお嫁さんは鈴村あいり（2018年6月28日、JUICY HONEY）
- Airi4 儚くも高潔なる白鈴（2018年8月2日、REbecca）
- Airi5 Secret vacation（2021年2月4日、REbecca）

## 写真集
- 告解（2015年9月9日、双葉社、撮影：西田幸樹）ISBN 978-4575309386[41]
- free（2017年5月25日、彩文館出版、撮影：斉木弘吉）ISBN 978-4775605875
- 愛の日々（2018年5月19日、双葉社、撮影：冨貴塚宏樹）ISBN 978-4575313628[42]
- 神ぱら（2021年4月16日、竹書房、撮影：塩原洋）ISBN 978-4-8019-2684-4[43]

### ポーズ集モデル
- スーパー・ポーズブック スペシャル・ヌードポーズ集 鈴村あいり (コスミック・アート・グラフィック) （2019年3月18日、コスミック出版）撮影：KANJI、監修：島本耕司

### デジタル写真集
- Reason...（2014年3月7日、GRAPHIS）
- Limited Edition（2014年7月21日、GRAPHIS）
- Erotic Expression（2014年8月15日、GRAPHIS）
- Limited Edition（2014年10月31日、GRAPHIS）
- Valentine Special 2015（2015年2月6日、GRAPHIS）
- Quietly（2015年2月6日、GRAPHIS）
- Confession（2015年8月7日、GRAPHIS）
- New Year Special 2016（2016年1月1日、GRAPHIS）
- Petite Amie（2016年1月8日、GRAPHIS）
- New Year Special 2017（2017年1月1日、GRAPHIS）
- Certain Existence（2017年1月6日、GRAPHIS）
- Limited Edition（2017年5月26日、GRAPHIS）
- Limited Edition（2017年8月4日、GRAPHIS）
- Xmas Special 2017（2017年12月22日、GRAPHIS）
- Sexually Attractive（2017年12月25日、GRAPHIS）
- Days of Love（2018年7月20日、GRAPHIS）
- Limited Edition（2018年11月30日、GRAPHIS）
- Rainy Special 2019（2019年6月17日、GRAPHIS）
- 秘and密 〜誰も知らない鈴村あいり〜（2020年11月6日、プレステージ出版、撮影：篠原潔）
- 裏・あいり 【ヌード写真集】（2020年11月6日、プレステージ出版、撮影：篠原潔）
- Flawless（2021年5月7日、GRAPHIS）
- GRAPHIS Special Mixture 001（2021年12月10日、GRAPHIS）
- GRAPHIS Special Mixture 003（2023年1月20日、GRAPHIS）
- 鈴村あいり、秘めごと。（2024年3月11日、集英社、撮影：中山雅文）

## 出演

### テレビ
※ 特記のないものはエンタ!959での放送。日付は初回放送日。
- ヴィーナス・フューチャー #120（2013年9月16日）[44]
- 裸美人 #35（2014年11月17日）[45]
- 裸美人 #46（2015年10月16日）[46]
- 裸美人 #78（2018年6月16日）[47]
- 僕のお嫁さんは鈴村あいり（2018年5月2日）[48]

### ラジオ
- ザ・マミィの今一歩、前へ（2022年11月14日、11月21日、文化放送）